# Ikrény
Ikrény là một thị trấn thuộc hạt Győr-Moson-Sopron, Hungary. Thị trấn này có diện tích 15,58 km², dân số năm 2010 là 1792 người, mật độ 115 người/km².